# Indianapolis 500 1994

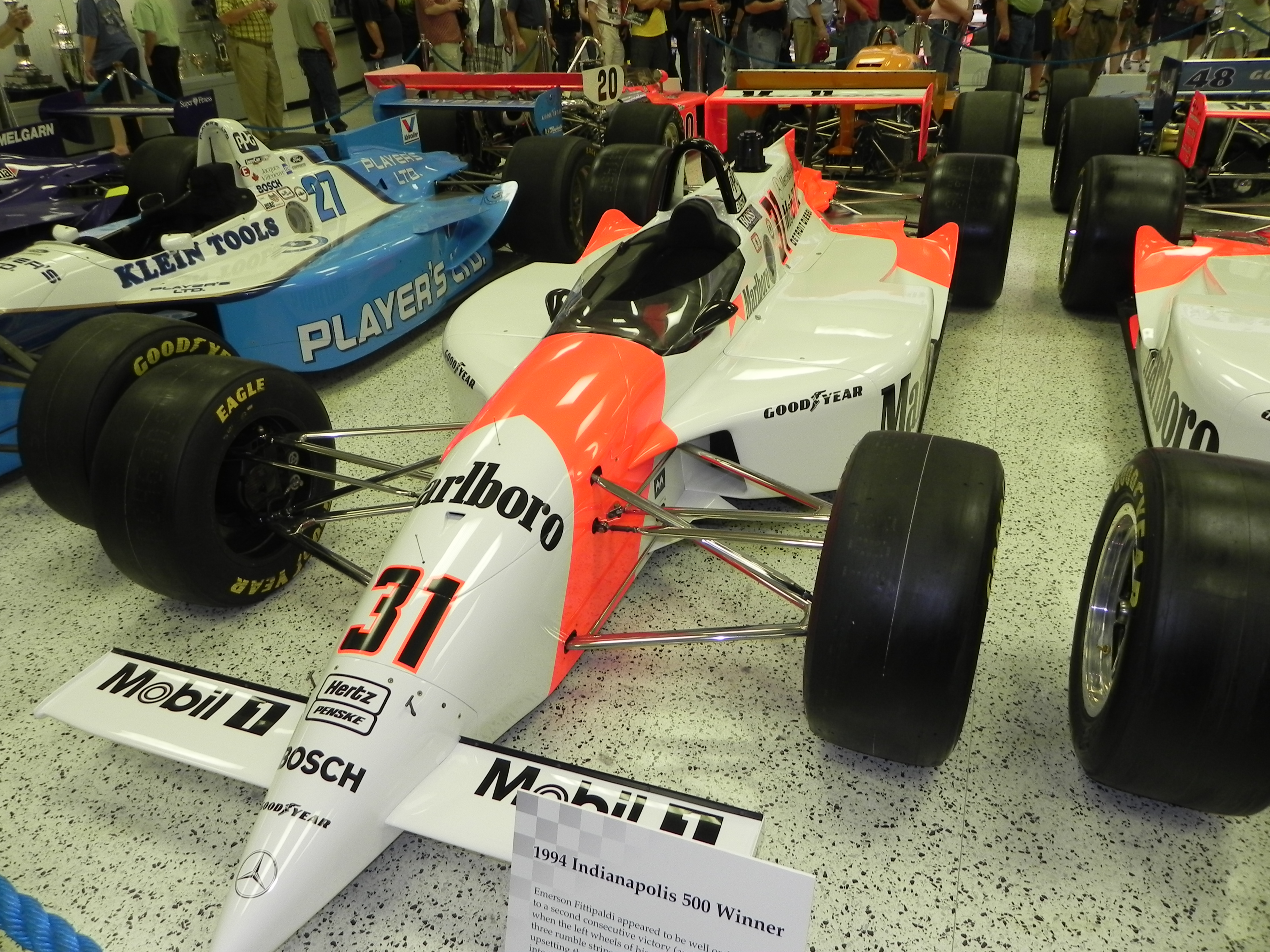
Al Unser Jr.s vinnarbil utställd på Indianapolis Motor Speedway Museum.

Indianapolis 500 1994 var den 78:e upplagan av Indianapolis 500 och kördes den 29 maj på superovalen Indianapolis Motor Speedway. Loppet sanktionarades av USAC och ingick i PPG Indy Car World Series 1994, och vanns av Al Unser Jr. för Marlboro Team Penske.

## Tävlingen
USAC hade infört regler som tillät stötstångsmotorer. Ilmor, som tillverkade motorer åt Mercedes-Benz byggde dock en sådan, och Marlboro Team Penske, som använde sig av deras motorer hade ett notabelt fartövertag rakt fram, vilket Mercedes motorsportchef Norbert Haug senare sade till Autosport var 412 km/h, även om de var tvungna att bromsa i kurvorna, vilket de andra inte behövde, vilket gjorde att de andra förarna hade chansen att köra någorlunda nära Penskebilarna, även om de fortfarande hade ett klart övertag. Emerson Fittipaldi såg ut att försvara sin seger från 1993, när han kraschade i kurva fyra på varv 184 av 200. Al Unser Jr. vann tävlingen istället, vilket var hans andra vinst i tävlingen, den första hade kommit med Galles Racing 1992. 

## Resultat
| Plats | Förare             | Team                     | Grid |
| ----- | ------------------ | ------------------------ | ---- |
| 1     | Al Unser Jr.       | Marlboro Team Penske     | 1    |
| 2     | Jacques Villeneuve | Team Green               | 4    |
| 3     | Bobby Rahal        | Rahal-Hogan Racing       | 28   |
| 4     | Jimmy Vasser       | Hayhoe Racing            | 28   |
| 5     | Robby Gordon       | Walker Racing            | 19   |
| 6     | Michael Andretti   | Chip Ganassi Racing      | 5    |
| 7     | Teo Fabi           | Jim Hall Racing          | 24   |
| 8     | Eddie Cheever      | Team Menard              | 11   |
| 9     | Bryan Herta        | A.J. Foyt Enterprises    | 22   |
| 10    | John Andretti      | A.J. Foyt Enterprises    | 10   |
| 11    | Maurício Gugelmin  | Chip Ganassi Racing      | 29   |
| 12    | Brian Till         | Dale Coyne Racing        | 21   |
| 13    | Stan Fox           | Hemelgarn Racing         | 13   |
| 14    | Hiro Matsushita    | Dick Simon Racing        | 18   |
| 15    | Stefan Johansson   | Bettenhausen Motorsports | 27   |
| 16    | Scott Sharp        | PacWest Racing           | 17   |
| 17    | Emerson Fittipaldi | Marlboro Team Penske     | 3    |
| 18    | Arie Luyendyk      | Indy Regency Racing      | 8    |
| 19    | Lyn St. James      | Dick Simon Racing        | 6    |
| 20    | Scott Brayton      | Team Menard              | 23   |
| 21    | Raul Boesel        | Dick Simon Racing        | 2    |
| 22    | Nigel Mansell      | Newman/Haas Racing       | 7    |
| 23    | Paul Tracy         | Marlboro Team Penske     | 25   |
| 24    | Hideshi Matsuda    | Beck Motorsports         | 14   |
| 25    | John Paul Jr.      | ProFormance Rcaing       | 30   |
| 26    | Dennis Vitolo      | Dick Simon Racing        | 15   |
| 27    | Marco Greco        | Arciero Racing           | 32   |
| 28    | Adrián Fernández   | Galles Racing            | 26   |
| 29    | Dominic Dobson     | PacWest Racing           | 12   |
| 30    | Scott Goodyear     | King Racing              | 33   |
| 31    | Mike Groff         | Rahal-Hogan Racing       | 31   |
| 32    | Mario Andretti     | Newman/Haas Racing       | 9    |
| 33    | Roberto Guerrero   | Pagan Racing             | 20   |

Följande förare missade att kvalificera sig
- Jeff Andretti
- Ross Bentley
- Gary Bettenhausen
- Geoff Brabham
- Pancho Carter
- Jim Crawford
- Fredrik Ekblom
- Mike Greenfield
- Stéphane Grégoire
- Davy Jones
- Buddy Lazier
- Roberto Moreno
- Tero Palmroth
- Johnny Parsons
- Willy T. Ribbs
- Mike Smith